# Sao biến quang Delta Scuti
Sao biến quang Delta Scuti (đôi khi được gọi là sao lùn cepheid) là một ngôi sao biến quang thể hiện sự thay đổi độ sáng của nó do cả xung xuyên tâm và không xuyên tâm của bề mặt của ngôi sao. Các biến là nến tiêu chuẩn quan trọng và đã được sử dụng để thiết lập khoảng cách đến Đám mây Magellan lớn, cụm sao cầu, cụm mở và Trung tâm Thiên hà. Các biến tuân theo mối quan hệ độ sáng theo chu kỳ ở một số băng chuyền nhất định như các loại nến tiêu chuẩn khác như các sao biến quang Cepheid. Sao biến quang SX Phoenicis thường được coi là một lớp con của các sao biến quang Delta Scuti có chứa các ngôi sao cũ và có thể được tìm thấy trong các cụm sao. Các sao biến quang SX Phe cũng tuân theo mối quan hệ độ sáng theo chu kỳ. Các ngôi sao Ap dao động nhanh được phát hiện gần đây cũng là một lớp con của các biến Delta Scuti, được tìm thấy trên chuỗi chính. Một lớp con cuối cùng là các sao biến quang Delta Scuti chuỗi chính trước (PMS).
Các khảo sát của OGLE và MACHO đã phát hiện gần 3000 sao biến quang Delta Scuti trong Đám mây Magellan Lớn. Dao động độ sáng điển hình là từ 0,003 đến 0,9 độ lớn trong V trong khoảng thời gian vài giờ, mặc dù biên độ và thời gian dao động có thể thay đổi lớn. Các ngôi sao thường A0 để F5 loại khổng lồ hoặc chuỗi chính sao. Các biến Delta Scuti có biên độ cao cũng được gọi là các ngôi sao AI V Bachelorum. Chúng là nguồn sao biến quang phong phú thứ hai trong Dải Ngân hà sau các sao lùn trắng.